# 熊本県道102号上漆田東間下線
熊本県道102号上漆田東間下線（くまもとけんどう102ごう かみうるしだひがしあいだしもせん）は、熊本県人吉市を通る一般県道である。

## 概要

### 路線データ
- 起点：熊本県人吉市上漆田町（国道221号交点）
- 終点：熊本県人吉市東間下町（東間下町交差点、国道219号交点、国道221号起点）

## 地理

### 通過する自治体
- 人吉市

### 交差する道路
| 交差する道路        | 交差する場所 | 交差する場所          |
| ------------------- | ------------ | --------------------- |
| 国道221号           | 上漆田町     | 起点                  |
| 国道219号 国道221号 | 東間下町     | 東間下町交差点 / 終点 |

### 交差する鉄道
- 肥薩線

### 沿線
- 鳩胸川（球磨川支流）